# Verin Artashat
Verin Artashat (en arménien Վերին Արտաշատ) est une communauté rurale du marz d'Ararat en Arménie. En 2008, elle compte 4 462 habitants.